# Ong-bak – A thai boksz harcosa
Az Ong-bak – A thai boksz harcosa (thai nyelven: องค์บาก; IPA: [oŋbaːk], angol címe: Ong-Bak: Muay Thai Warrior, illetve Ong Bak: The Thai Warrior) egy 2003-ban megjelent thaiföldi akciófilm, Tony Jaa-val a főszerepben. A film harckoreográfiája muaj thai-elemekre és akrobatikára épít. A film nemzetközi áttörést jelentett Tony Jaa számára, akit Bruce Lee, Jackie Chan és Jet Li utódjának is neveztek a film megjelenése után. Az alkotás arról lett híres, hogy egyáltalán nem használtak sem kameratrükköket, sem drótköteleket vagy számítógépes animációt, minden kaszkadőrmutatvány és harcjelenet valódi volt.

## Történet
Egy kis thai falu védelmezőjének, Ong-baknak a szobráról műkincscsempészek levágják a fejrészt és ellopják. Ez szerencsétlenséget hoz a lakókra, ezért Ting (Tony Jaa) elindul a nagyvárosba visszaszerezni a szobor fejét. A műkincsrabló banda nyomába eredve kénytelen illegális thai bokszmérkőzésekbe bonyolódni, és véres harcokat vívni.

## Forgatás
A forgatókönyv megírása négyéves munka eredménye volt, a harc- és kaszkadőrjelenetek kidolgozása és begyakorlása újabb négy évet vett igénybe. A film kaszkadőrjelenetei valóságos harcokra épültek, nem használtak drótkötelet vagy számítógépes animációt, és gyakran valódi (azaz nem imitált, megállított) ütéseket és rúgásokat alkalmaztak a szereplők, ami számos sérüléssel járt, és nagyon jól képzett kaszkadőröket igényelt. Jaa maga is többször megsérült, ínszalagszakadást szenvedett, kificamította a bokáját, és abban a jelenetben, ahol égő nadrággal harcolt, lepörkölődtek a szempillái. A terepjáró alatti átcsúszás jelenetét úgy vették fel, hogy a járművet – a tökéletes időzítés érdekében – Jaa mestere,  Phanna Ritthikraj vezette.